# Amt Versmold
Das Amt Versmold war ein Amt im Kreis Halle (Westf.) in Nordrhein-Westfalen, Deutschland mit Sitz in Versmold. Durch das Bielefeld-Gesetz wurde das Amt am 1. Januar 1973 aufgelöst. Die historischen Vorläufer des Amtes waren die Vogtei Versmold und der Kanton Versmold.

## Vorgeschichte

### Vogtei Versmold
Die Vogtei Versmold war bis 1807 eine Verwaltungseinheit im Amt Ravensberg der Grafschaft Ravensberg. Zu ihr gehörten die Amtsstadt Versmold, die Bauerschaften Bockhorst, Hesselteich, Loxten, Oesterweg und Peckeloh sowie die adligen Güter Caldenhof, Halstenbeck und Stockheim.

### Kanton Versmold
Nachdem die Grafschaft Ravensberg 1807 an das Königreich Westphalen gefallen war, wurden neue Verwaltungsstrukturen nach französischem Vorbild geschaffen. Aus dem Gebiet der Vogtei Versmold sowie der Gemeinde Brockhagen wurde der Kanton Versmold gebildet. 1808 wurde der Kanton aufgrund seiner hohen Bevölkerungszahl in zwei Munizipalitäten untergliedert; wobei die Munizipalität Versmold wieder das Gebiet der alten Vogtei und die Munizipalität Brockhagen die Gemeinde Brockhagen mit dem Gut Patthorst umfasste. Der Kanton gehörte bis 1810 zum Distrikt Bielefeld im Departement der Weser des Königreichs und hatte im Jahr 1808 7.660 Einwohner.
Nach der Annexion großer Teile Norddeutschlands durch Frankreich verlief die neue Staatsgrenze zwischen dem Königreich Westphalen und Frankreich quer durch das Ravensberger Land. Im Arrondissement Osnabrück des neuen französischen Départements der oberen Ems wurde ein neuer Kanton Versmold gebildet, bestehend aus der alten Vogtei Versmold sowie Füchtorf und Laer. Brockhagen verblieb im Königreich Westphalen und wurde Sitz des neuen Kantons Brockhagen im Distrikt Bielefeld, der neben Brockhagen die Gemeinden Steinhagen, Künsebeck, Kölkebeck, Amshausen, Bokel, Ascheloh und Gartnisch umfasste.
Nach der napoleonischen Niederlage fiel das Gebiet der Grafschaft Ravensberg zurück an Preußen und wurde zunächst der Regierungskommission Bielefeld des Generalgouvernements zwischen Weser und Rhein unterstellt, bevor es 1815 Teil der neuen Provinz Westfalen wurde und 1816 in Kreise gegliedert wurde. Die Kantone bzw. Bürgermeistereien aus der Franzosenzeit wurden als Verwaltungseinheiten unterhalb der Kreisebene weitgehend beibehalten. Ihre Grenzen wurden insbesondere dort korrigiert, wo sie nicht den Grenzen der Kirchspiele folgten. Der Verwaltungsbezirk Versmold im neuen Kreis Halle umfasste das Gebiet der alten Vogtei Versmold bzw. der Munizipalität Versmold von 1809. Der Bezirk wurde teilweise auch als Bürgermeisterei bezeichnet.

## Das Amt Versmold
Bei der Einführung der westfälischen Landgemeinde-Ordnung von 1841 wurden die Verwaltungsbezirke unterhalb der Kreisebene, sofern es sich nicht um Städte gemäß der revidierten Städteordnung handelte, zu Ämtern. Im Kreis Halle wurde dadurch aus dem Verwaltungsbezirk bzw. der Bürgermeisterei Versmold das Amt Versmold. Die Ämter bildeten die zweitunterste Verwaltungsinstanz und wurden von zunächst von durch die Regierung ernannten Amtmännern, später von Amtsbürgermeistern geführt. Nach dem Zweiten Weltkrieg hießen die Leiter der Ämter Amtsdirektoren.
Das erste Amtshaus für das Amt Versmold wurde 1865 in der Münsterstraße 13 in Versmold errichtet. Von 1928 bis 1970 war die Villa Heinrich Delius in der Münsterstraße Sitz der Amtsverwaltung. 1970 wurde in der Münsterstraße ein neues Amtshaus fertiggestellt, das seit 1973 als Rathaus der Stadt Versmold dient.
Durch das Bielefeld-Gesetz wurde das Amt zum 1. Januar 1973 aufgelöst und die Gemeinden zur Stadt Versmold zusammengeschlossen.

## Amtsgliederung
Folgende Gemeinden gehörten dem Amt Versmold an:
| Gemeinde Stand: 31. Dezember 1972 | Fläche (ha) | Gemeinden des Amtes Versmold |
| --------------------------------- | ----------- | ---------------------------- |
| Bockhorst                         | 1644        | Gemeinden des Amtes Versmold |
| Hesselteich                       | 674         | Gemeinden des Amtes Versmold |
| Loxten                            | 2078        | Gemeinden des Amtes Versmold |
| Oesterweg                         | 1456        | Gemeinden des Amtes Versmold |
| Peckeloh                          | 1774        | Gemeinden des Amtes Versmold |
| Versmold                          | 854         | Gemeinden des Amtes Versmold |

### Einwohnerentwicklung
Nachfolgend dargestellt ist die Einwohnerentwicklung des Amtes in der Zeit von 1817 bis 1970.

Bevölkerungsentwicklung im Amt Versmold
zwischen 1817 und 1970

| Jahr | Einwohner | Quelle |
| ---- | --------- | ------ |
| 1817 | 6.350     | [ 14 ] |
| 1843 | 7.606     | [ 15 ] |
| 1871 | 7.345     | [ 15 ] |
| 1900 | 7.697     | [ 14 ] |
| 1910 | 8.620     | [ 16 ] |
| 1939 | 9.602     | [ 14 ] |
| 1946 | 14.357    | [ 14 ] |
| 1961 | 15.174    | [ 14 ] |
| 1965 | 16.592    | [ 14 ] |
| 1970 | 18.122    | [ 14 ] |